# La dama in nero
La dama in nero (Damen i svart) è un thriller svedese del 1958  scritto da Folke Mellvig e diretto da Arne Mattsson.

## Trama
Gli investigatori privati John e Kajsa Hillman vanno in villeggiatura a Holmfors dai loro amici, i coniugi von Schilden. Arrivati lì scoprono che la segretaria del sig. von Schilden, che doveva spedire una lettera, è scomparsa misteriosamente la sera del lunedì precedente. La stessa sera era anche stata avvistata la "Dama in Nero", il fantasma di famiglia dei von Schilden. I due investigatori iniziano dunque ad indagare, ma altre persone continuano ad essere trovate morte.

## Produzione
La dama in nero è il primo di una serie di cinque film incentrato sulle indagini dei coniugi Hillman.

## Distribuzione
Il film è stato presentato per la prima volta al cinema Olympia di Stoccolma il 1º febbraio 1958 ed è stato accolto come "forse il miglior thriller mai realizzato in Svezia". È stato trasmesso in Svezia su TV4 e SVT in diverse occasioni.

### DVD
L'edizione in DVD è uscito nel 2008 e nelle confezioni da collezione 5 Hillman Classics (2003), Private Detective Hillman Box (2010) e The Big Hillman Box (2018).